# Йозеф Антон Шнайдерфранкен
Йозеф Антон Шнайдерфранкен (на немски: Joseph Anton Schneiderfranken), известен също като Bô Yin Râ, е немски духовен учител, поет и художник. Наследството му се състои от четиридесет книги и близо двеста картини.
Шнайдерфранкен учи изкуство през 90-те години на XIX век и началото на XX век въпреки финансовите затруднения, като в крайна сметка става професионален художник на 30 години. През 1912 г. заминава за Гърция. След завръщането си в Германия през 1914 г. той започва да пише под духовното име Bô Yin Râ.
През 1920 г. Шнайдерфранкен публикува редица допълнителни произведения. Част от тях са Книга за царственото изкуство, Книга за отвъдния свят, Книгата за човека, Книга за щастието и Книга за разговорите.
Всички книги на автора са преведени на български език от Страшимир Джамджиев и Борис Стоянов.
Шнайдерфранкен оказва влияние на Густав Майринк, композитора Феликс Вайнгартнер и Екхарт Толе.